# Gian Vincenzo Pinelli
Gian Vincenzo Pinelli, né en 1535 et mort le 31 août 1601 à Padoue, est un humaniste italien. Mentor de Galilée, il fut aussi botaniste, bibliophile et collectionneur d'instruments scientifiques.

## Sa bibliothèque
Sa vaste bibliothèque, la plus grande du XVIe siècle avec celle de Christophe de Thou, consistait en 8 500 ouvrages et plusieurs centaines de manuscrits. À sa mort en 1601, Nicolas Fabri de Peiresc passa plusieurs mois à prendre des notes pour en établir le catalogue. Le secrétaire de Pinelli, Paolo Gualdo, publia en 1607 une biographie de son maître dans laquelle il brosse le portrait du parfait collectionneur. Sa collection de manuscrits remplissait 70 rayons de la Biblioteca Ambrosiana en 1608. Son amour des livres et son intérêt pour l'optique semblent avoir eu pour origine un handicap de jeunesse. Borgne, il devait porter des lunettes teintées et redoutait les voyages. Il trouva son salut dans sa bibliothèque et les soins qu'il lui prodigua pendant cinquante ans.
Le traité de peinture de Leonard de Vinci intitulé Trattato della Pittura, transcrit dans le Codex Pinellianus aux environs de 1585, est sans doute de la main de Pinelli, ou tout au moins de nombreuses annotations. Ce codex est à la source du Codex Barberini  publié par Raphaël du Fresne en 1651. Dans les années 1590, Pinelli ouvrit sa bibliothèque à Galileo Galilei, qui y trouva des manuscrits inédits d'Ettore Ausonio et de Giuseppe Moleto, professeur de mathématiques à l'université de Padoue. On trouvait encore dans la bibliothèque de Pinelli le manuscrit de la Description de l'Afrique de Leon l'Africain, qui servit à établir la première édition de cet ouvrage.

## Ses autres collections
Également botaniste, Pinelli eut pour mentor Luca Ghini, dont il fut l'un de ses héritiers avec Andrea Mattioli et Ulysse Aldrovandi. Il collectionnait les instruments mathematiques et entretenait une correspondance avec Philippe de Monte, qui avait été son professeur de musique. Il avait pour secrétaire Camillus Venetus (Zanettus) et pour ami Marino Ghetaldi. Sa volumineuse correspondance avec Claude Dupuy fut publiée en 2001.

## Sources
- (en) Cet article est partiellement ou en totalité issu de l’article de Wikipédia en anglais intitulé « Gian Vincenzo Pinelli » (voir la liste des auteurs).